# Théodore Weber

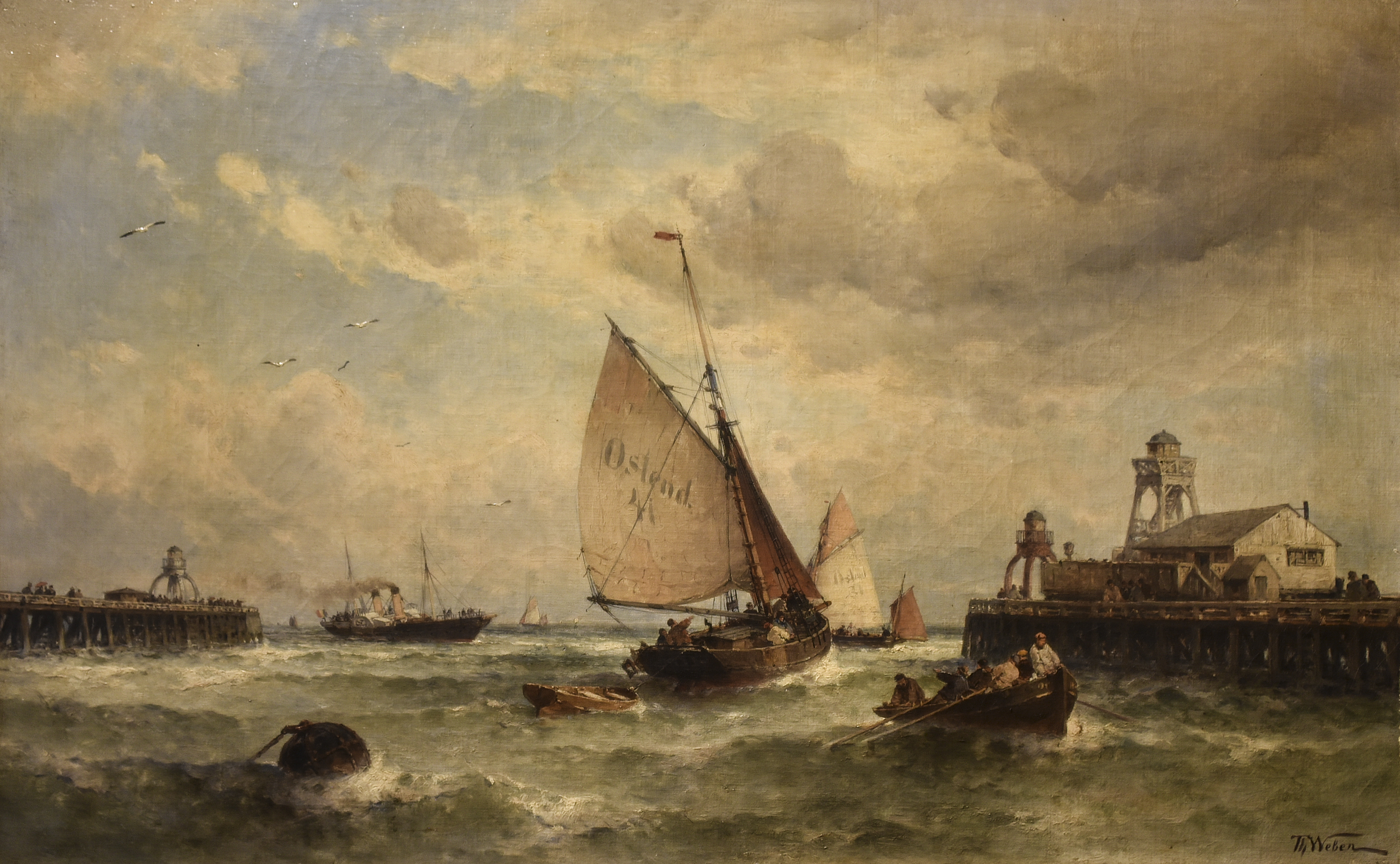
Havengeul van Oostende, 1875

Théodore Alexander Weber (Leipzig, 1838 - Parijs, 1907) was een Duits-Frans kunstschilder.
Hij was leerling van Wilhelm Krause in Berlijn van 1854 tot 1856. Daarna vertrok hij naar Parijs waar hij zou blijven wonen.
Hij specialiseerde zich in het schilderen van zeegezichten en schilderde in een groot aantal Franse havens langs de Atlantische kust. Zijn stijl was realistisch en hij schilderde met name met heldere, frisse kleuren. 
Hij nam deel aan de Parijse salons in de periode 1861-1869, aan die in Lyon vanaf 1867, en was ook nog aanwezig op de Exposition Universelle van 1900.
Hij schilderde onder meer de havens van Grevelingen, Boulogne, Le Tréport, Fécamp, Trouville, Yport, Dover, Oostende, Blankenberge, Veere en Vlissingen. Hij schilderde ook vissersboten op open zee, onder andere aan Finistère en in de baai van Douarnenez. Omstreeks 1890 ondernam hij een reis naar Constantinopel, wat zich in enkele schilderijen vertaalde.

## Musea
- Oostende, Kunstmuseum aan Zee ("Havengeul van Oostende")